# Манцини (лунный кратер)
Кратер Манцини (лат. Manzinus) — большой древний ударный кратер в юго-восточной материковой области видимой стороны Луны. Название присвоено в честь итальянского астронома и математика Карло Антонио Манцини (1599—1677) и утверждено Международным астрономическим союзом в 1935 г. Образование кратера относится к донектарскому периоду.

## Описание кратера
Ближайшими соседями кратера являются кратер Пентленд на западе-северо-западе; кратер Мут на северо-востоке; кратер Богуславский на юго-востоке и кратер Симпелий на юго-западе. Селенографические координаты центра кратера 67°31′ ю. ш. 26°22′ в. д. / 67,51° ю. ш. 26,37° в. д., диаметр 96,0 км, глубина 5000 м.
Кратер Манцини имеет полигональную форму и значительно разрушен за длительное время своего существования. Вал сглажен и перекрыт множеством кратеров различного размера, в северо-восточной части, в месте соединения с безымянным кратером, имеет седловатое понижение. Внутренний склон вала широкий, отмечен множеством мелких кратеров. Высота вала над окружающей местностью достигает 1470 м, объем кратера составляет приблизительно 9500 км³.  Дно чаши ровное, возможно переформированное лавой, не имеет приметных структур. Альбедо чаши кратера соответствует окружающей местности.

## Сателлитные кратеры
| Манцини | Координаты                                            | Диаметр, км |
| ------- | ----------------------------------------------------- | ----------- |
| A       | 68°31′ ю. ш. 27°27′ в. д. / 68,51° ю. ш. 27,45° в. д. | 19,8        |
| B       | 63°42′ ю. ш. 21°07′ в. д. / 63,7° ю. ш. 21,12° в. д.  | 27,7        |
| C       | 69°59′ ю. ш. 21°41′ в. д. / 69,99° ю. ш. 21,68° в. д. | 24,2        |
| D       | 69°23′ ю. ш. 24°13′ в. д. / 69,38° ю. ш. 24,21° в. д. | 32,9        |
| E       | 68°59′ ю. ш. 25°09′ в. д. / 68,98° ю. ш. 25,15° в. д. | 18,1        |
| F       | 64°05′ ю. ш. 19°38′ в. д. / 64,08° ю. ш. 19,64° в. д. | 17,4        |
| G       | 69°38′ ю. ш. 25°46′ в. д. / 69,64° ю. ш. 25,77° в. д. | 16,4        |
| H       | 68°38′ ю. ш. 19°08′ в. д. / 68,64° ю. ш. 19,14° в. д. | 17,9        |
| J       | 66°24′ ю. ш. 23°25′ в. д. / 66,4° ю. ш. 23,41° в. д.  | 11,4        |
| K       | 63°21′ ю. ш. 20°17′ в. д. / 63,35° ю. ш. 20,28° в. д. | 12,3        |
| L       | 64°26′ ю. ш. 22°38′ в. д. / 64,44° ю. ш. 22,63° в. д. | 17,2        |
| M       | 63°32′ ю. ш. 22°42′ в. д. / 63,54° ю. ш. 22,7° в. д.  | 6,6         |
| N       | 69°59′ ю. ш. 27°28′ в. д. / 69,98° ю. ш. 27,47° в. д. | 9,5         |
| O       | 65°00′ ю. ш. 25°04′ в. д. / 65° ю. ш. 25,06° в. д.    | 6,1         |
| P       | 67°56′ ю. ш. 29°20′ в. д. / 67,93° ю. ш. 29,33° в. д. | 5,8         |
| R       | 65°55′ ю. ш. 29°51′ в. д. / 65,92° ю. ш. 29,85° в. д. | 15,3        |
| S       | 66°28′ ю. ш. 27°17′ в. д. / 66,46° ю. ш. 27,29° в. д. | 10,9        |
| T       | 67°36′ ю. ш. 32°47′ в. д. / 67,6° ю. ш. 32,79° в. д.  | 19,5        |
| U       | 68°39′ ю. ш. 34°24′ в. д. / 68,65° ю. ш. 34,4° в. д.  | 20,7        |

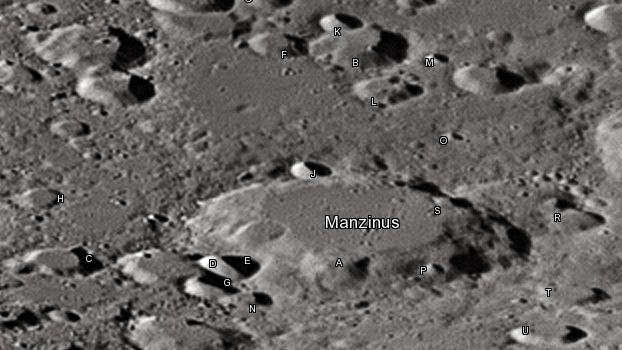
Снимок Девида Кемпбелла (1 февраля 2012 года)

- Сателлитный кратер Манцини E обладает яркой отражательной способностью в радарном диапазоне 70 см, что объясняется небольшим возрастом кратера и наличием многих неровных поверхностей и обломков пород.